# Hr.Ms. Jan van Amstel (1937)
Hr.Ms. Jan van Amstel was een Nederlandse mijnenveger van de Jan van Amstelklasse, gebouwd door de Rotterdamse scheepswerf P. Smit. Het schip was vernoemd naar de Nederlandse commandeur Jan van Amstel. De schepen van de Jan van Amstelklasse konden ook ingericht worden als mijnenlegger.

## De Jan van Amstel tijdens de Tweede Wereldoorlog
Tijdens het uitbreken van de Tweede Wereldoorlog was de Jan van Amstel gestationeerd in Nederlands-Indië en verbonden aan de 2de divisie mijnenvegers in Soerabaja.
Commandant van de Marine in Soerabaja, schout-bij-nacht P. Koenraad vaardigde op 17 februari 1942 de geheime order KPX uit. Deze order was bedoeld voor de mijnenvegers van de 2e divisie mijnenvegers in Nederlands-Indië waar naast de Jan van Amstel de Pieter de Bitter, Eland Dubois en Abraham Crijnssen deel van uitmaakte. De order was ook van toepassing op de mijnenleggers Krakatau en Gouden Leeuw. Bij het krijgen van het sein KPX moesten deze schepen in veiligheid worden gesteld door uit te wijken naar een andere haven.
In de avond van 6 maart 1942 verliet de Jan van Amstel onder commando van luitenant ter zee II de Greeuw samen met het zusterschip de Eland Dubois de haven van Soerabaja om de oversteek naar Australië te wagen. In tegenstelling tot de Abraham Crijnssen waren de Jan van Amstel en de Eland Dubois niet gecamoufleerd. Op 7 maart 1942 gingen de schepen voor anker bij het eiland Gili Radja om de voorraad aan te vullen. Gedurende deze dag werden de schepen gespot door een Japans verkenningsvliegtuig. De Commandanten van beide schepen besloten de Eland Dubois te vernietigen, omdat een van de ketels niet functioneerde en omdat door desertie in Soerabaja er onvoldoende manschappen waren om beide schepen te bemannen.
Nadat de Eland Dubois was vernietigd vervolgde de Jan van Amstel de overtocht naar Australië. In de avond van 8 maart 1942 werd het schip gespot door een Japanse torpedobootjager die het vuur opende en de Jan van Amstel tot zinken bracht. Door deze aanval kwamen 23 manschappen om het leven. Een deel van de overlevenden dobberde 43 uur rond voordat ze gered werden door een andere Japanse torpedobootjager en naar Makassar werden gebracht. Een ander deel van de overlevenden spoelde enkele dagen later aan op Bali en werden daar gevangengenomen.